# Schmalblättrige Wicke
Die Schmalblättrige Wicke (Vicia angustifolia) ist eine Art aus der Gattung der Wicken (Vicia) mit zwei Unterarten. Man zählt sie zu den Archaeophyten, da sie schon vor langer Zeit im mitteleuropäischen Raum eingebürgert wurde. Des Weiteren nimmt man an, dass sich die Futterwicke (Vicia sativa) aus ihr entwickelt hat; von einigen Autoren wird die Schmalblättrige Wicke als Unterart subsp. nigra (L.) Ehrh. zu Vicia sativa gestellt.

## Beschreibung

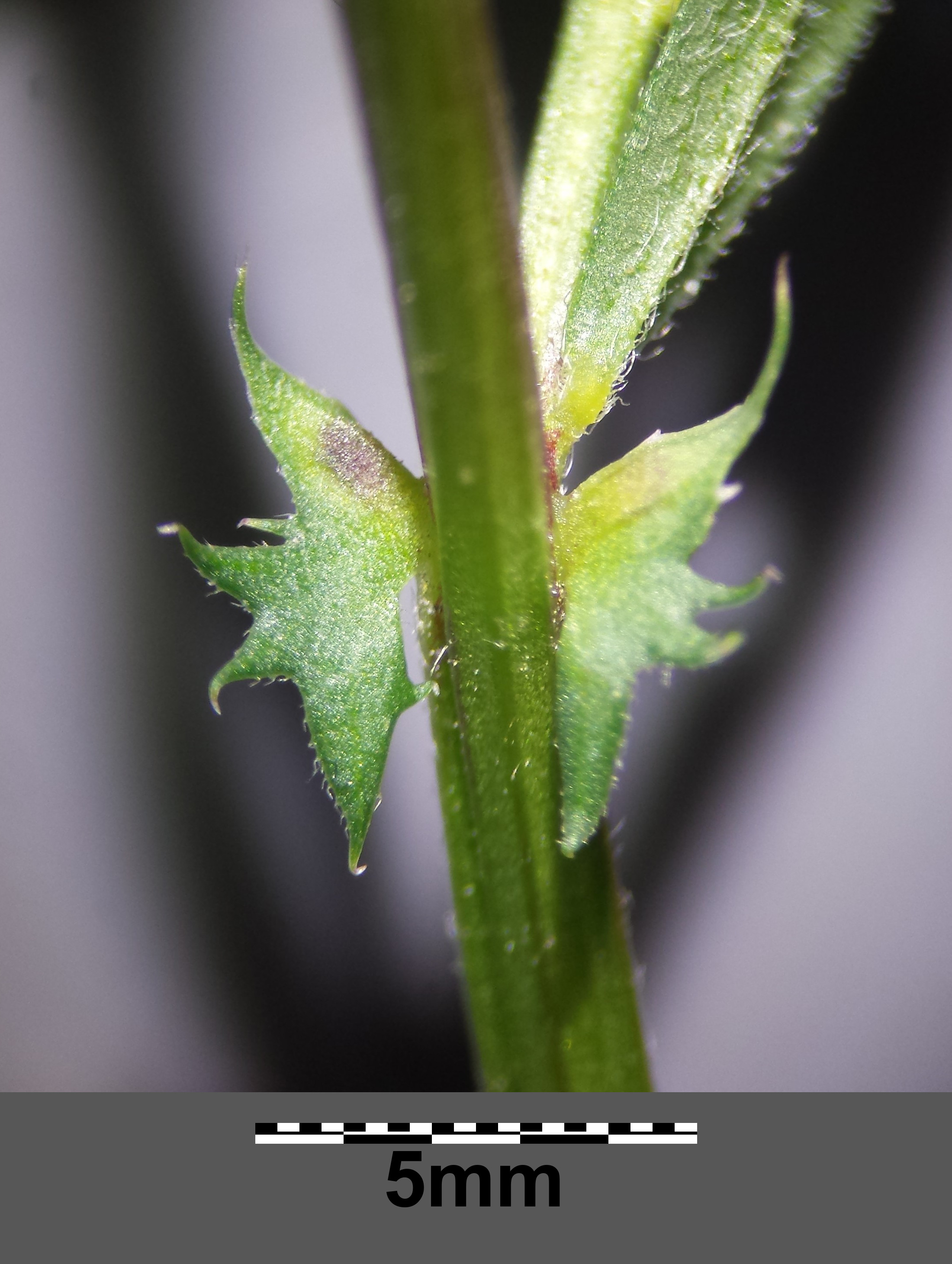
Stängel mit Nebenblättern

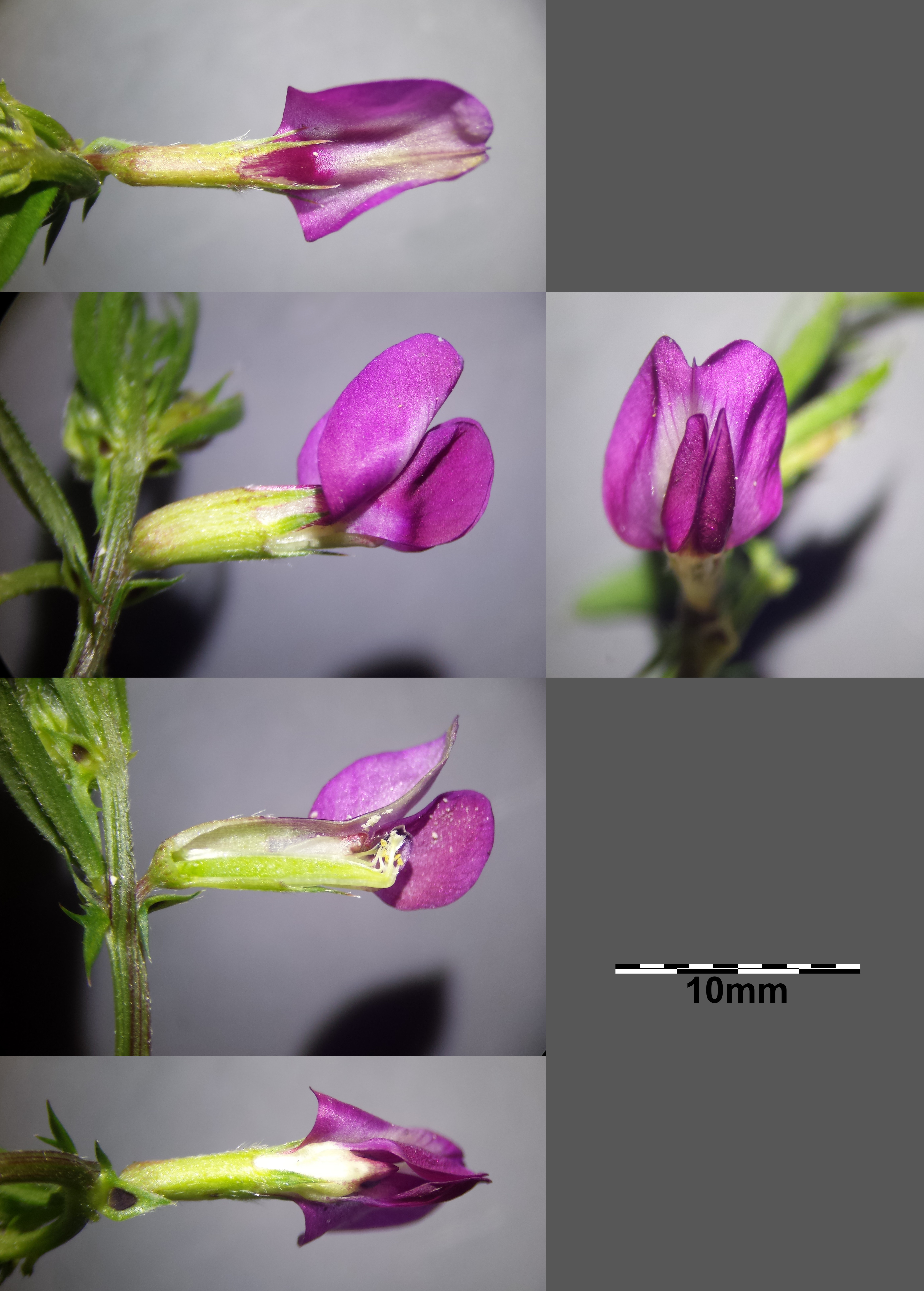
Blüte von Vicia angustifolia subsp. segetalis mit im Winkel von 45° abstehender Fahne

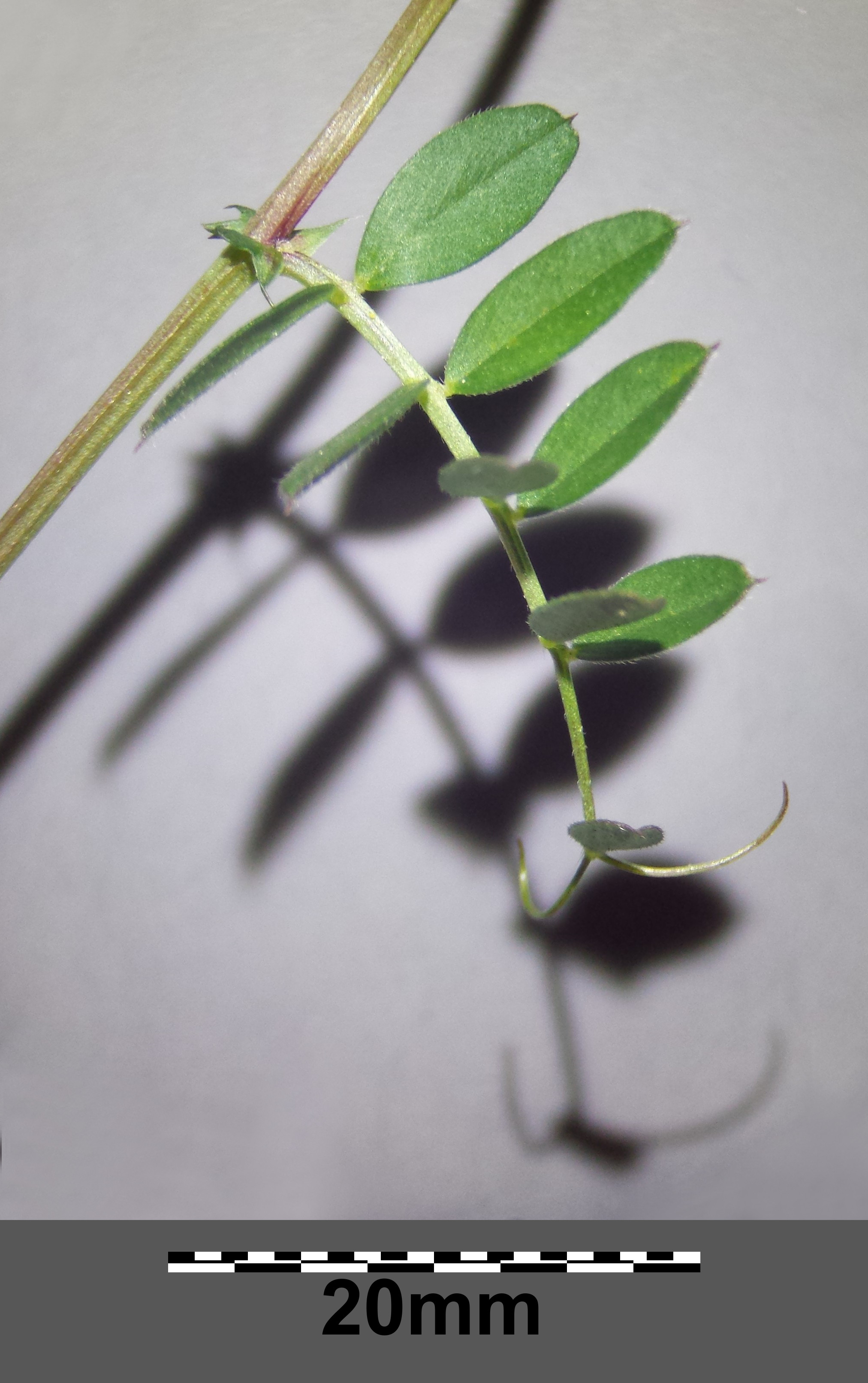
Stängel mit Laubblatt mit Ranke

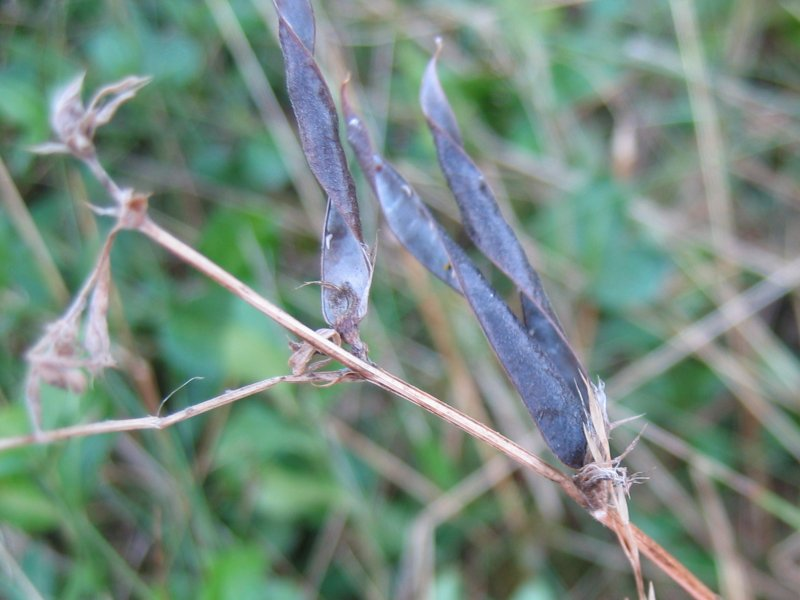
Hülsen

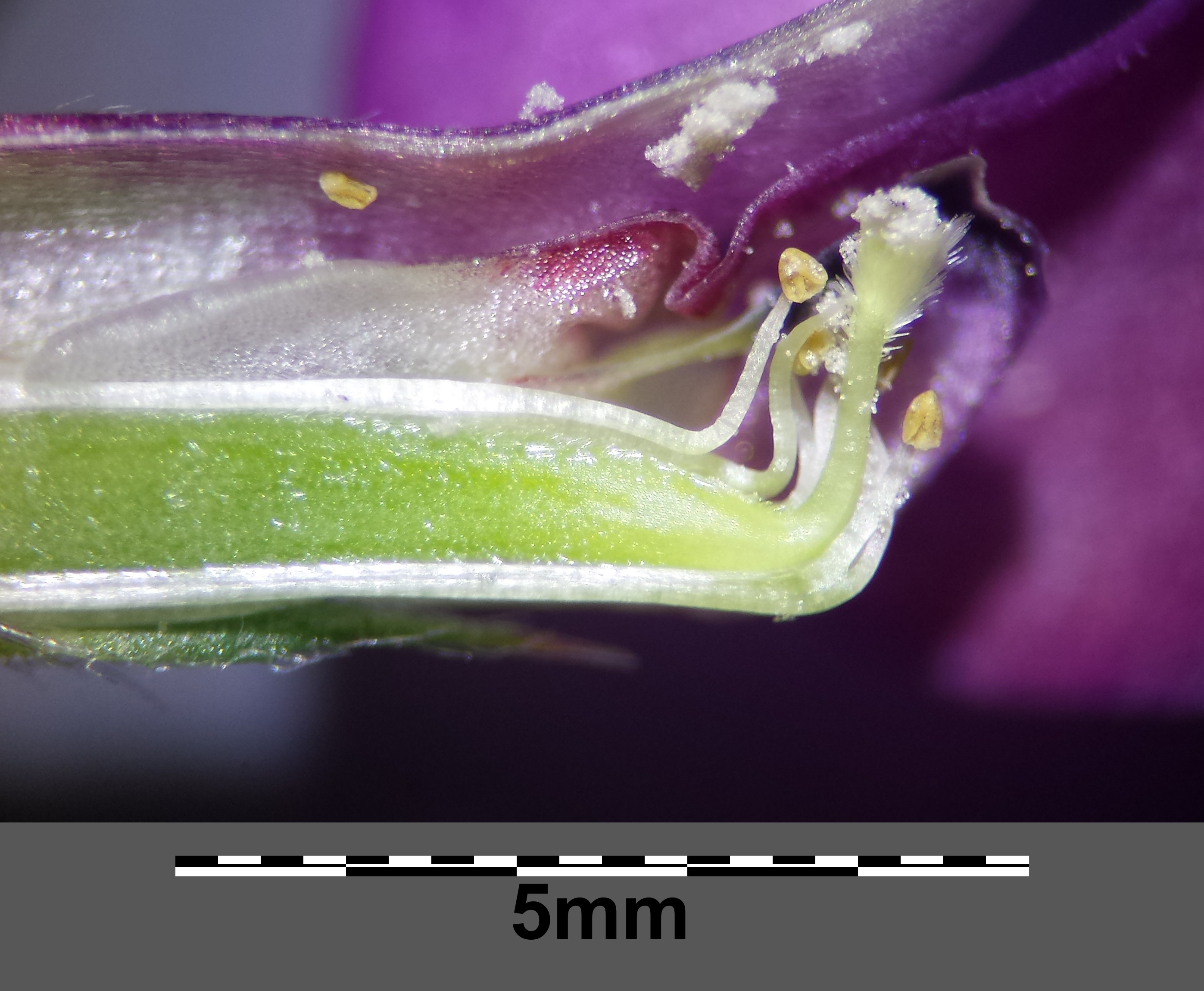
Staubfädenrinne (geöffnet) und Griffel

Schmalblättrige Wicken sind krautige Pflanzen, die Wuchshöhen von 15 bis 60 Zentimetern erreichen. Die Laubblätter sind aus vier- bis neunpaarig gefiedert, am Ende bilden sie eine meist geteilte Ranke aus. Die Fiederblättchen werden 2 bis 7, selten bis 10 mm breit, sie sind meist länglich-linealisch geformt, seltener schmal umgekehrt-eiförmig.
Die Blütezeit reicht von Mai bis Juli. Die Blüten werden 14 bis 17 mm lang, sind kurz gestielt und stehen einzeln oder zu zweit in den Blattachseln. Die Kronblätter sind purpurn bis violett gefärbt. Die Fahne ist kahl. Die Kelchzähne sind so lang wie die Kelchröhre. Die reifen Hülsenfrüchte sind aufrecht, kahl, dunkelbraun oder schwarz gefärbt. Im Gegensatz zur Futterwicke sind die Früchte zwischen den Samen nicht eingeschnürt.
Die Chromosomenzahl beträgt 2n = 12.

## Systematik
In den meisten deutschsprachigen Floren werden zwei Unterarten unterschieden:
- Gewöhnliche Schmalblättrige Wicke (V. angustifolia subsp. angustifolia): mit 2 bis 3 mm breiten, schmal-linealischen Fiederblättchen, die Blättchen im oberen Stängelbereich deutlich schmaler als im unteren
- Acker-Schmalblatt-Wicke (V. angustifolia subsp. segetalis): mit 3 bis 7 mm breiten Fiederblättchen, in allen Stängelbereichen mehr oder weniger gleich

Während im deutschen Sprachraum beide Sippen meist auf Artrang unterschieden werden, überwiegt international eher die Auffassung, dass nur eine Unterscheidung auf dem Rang von Unterarten innerhalb der Futterwicke gerechtfertigt wäre.
Wenn die Schmalblättrige Wicke zur Futterwicke (Vicia sativa) gestellt wird, dann wird sie entweder insgesamt – einschließlich „segetalis“ – als Unterart Vicia sativa subsp. nigra eingestuft oder es wird mit V. sativa subsp. segetalis eine weitere Unterart der Futterwicke unterschieden.

## Verbreitung
Die Schmalblättrige Wicke ist eine ursprünglich im Mittelmeerraum beheimatete Art, die sich schon seit der Hallstattzeit als Kulturfolger des Menschen in Äckern nachweisen lässt. Inzwischen ist sie in den gemäßigten Zonen weltweit verbreitet.
Die Gewöhnliche Schmalblättrige Wicke (Vicia angustifolia subsp. angustifolia) kommt in trockenen, bodensauren Magerrasen, in Wiesen, an Wegrändern und Straßenböschungen vor. Der Boden ist meist stickstoffreich und sandig. Die Acker-Schmalblatt-Wicke (Vicia angustifolia subsp. segetalis) wächst meist in Äckern, besonders mit Wintergetreide, auf frischen Lehmböden.